# Homalopoda cristata
Homalopoda cristata är en stekelart som beskrevs av Howard 1894. Homalopoda cristata ingår i släktet Homalopoda och familjen sköldlussteklar.
Artens utbredningsområde är:
- Kuba.
- Haiti.
- Panama.
- Puerto Rico.
- Sri Lanka.

Inga underarter finns listade i Catalogue of Life.